# Branka Rotar Pance
Branka Rotar Pance, slovenska muzikologinja in pedagoginja, * 1967.
Trenutno (2006/07) predava na Oddelku za muzikologijo Filozofske fakultete Univerze v Ljubljani.